# Gilbert Banester
Gilbert Banester (Londra?, 1445 – 1487) è stato un compositore inglese.

## Biografia
Probabilmente nato a Londra, fu Master of the Children della Cappella reale dal 1478. Le sue opere si trovano su alcuni manoscritti del periodo Tudor, come nel Manoscritto Pepys. Esiste anche una sua antifona contenuta nel Libro corale di Eton. Dal punto di vista stilistico, i suoi lavori appaiono simili a quelli di William Horwood presenti nella stessa raccolta, ma inusuali per quanto riguarda i testi. A Banester vengono attribuiti due poemi, Miracle of St Thomas del 1467 e la traduzione da Boccaccio, datata 1450, che è la prima conosciuta in lingua inglese.
Molto poco altro si conosce della sua vita. Viene indicato come "al servizio del re" nel 1471. Inoltre, è noto che Edoardo IV gli fornì il sostegno finanziario per la gestione di due abbazie ed egli fu nominato Gentiluomo della Cappella reale nel 1475. Nel 1478 divenne maestro del coro. Morì nel 1487.